# ميخائيل غاشينكوف
ميخائيل غاشينكوف (بالروسية: Гащенков, Михаил Андреевич)‏ (19 يونيو 1992 بموسكو في روسيا - ) هو لاعب كرة قدم روسي في مركز الوسط. لعب مع أمكار بيرم وFC Kazanka Moscow ‏ وFC Khimik Dzerzhinsk ‏ ونادي خيمكي.

## وصلات خارجية
- ميخائيل غاشينكوف على موقع قاعدة بيانات كرة القدم.إي يو (الإنجليزية)
- ميخائيل غاشينكوف على موقع Soccerway.com (الإنجليزية)
- ميخائيل غاشينكوف على موقع عالم كرة القدم.نت (الإنجليزية)